# Narciarstwo alpejskie na Zimowych Igrzyskach Olimpijskich Młodzieży 2012 – drużynowy slalom równoległy
Drużynowy slalom równoległy został rozegrany 17 stycznia na trasie Olympia w ośrodku narciarskim Patscherkofel. Złoty medal olimpijski wywalczyła reprezentacja Austrii, srebro Norwegia, natomiast brązowy medal zdobyła reprezentacja Francji. 

## Wyniki

### Ćwierćfinały
| Zespół 1                | Punkty | Zespół 2                |
| ----------------------- | ------ | ----------------------- |
| Szwajcaria              | 1-2    | Norwegia                |
| Jasmina Suter + 0.45    | 1-2    | Nora Christensen 23.23  |
| Ian Gut + 0.33          | 1-2    | Martin Fjeldberg 21.81  |
| Luana Fluetsch DNS      | 1-2    | Mina Fürst Holtmann DNS |
| Sandro Simonet 26.67    | 1-2    | Marcus Monsen + 1.50    |
| Włochy                  | 3-0    | Niemcy                  |
| Veronica Olivieri 23.86 | 3-0    | Alisa Krauss 23.86      |
| Davide da Villa 22.47   | 3-0    | Klaus Ertl DNF          |
| Jasmine Fiorano 23.82   | 3-0    | Jenny Reinold DNF       |
| Hannes Zingerle 22.48   | 3-0    | Lucas Krahnert + 0.08   |

| Zespół 1                   | Punkty | Zespół 2              |
| -------------------------- | ------ | --------------------- |
| Francja                    | 2-2    | Słowenia              |
| Estelle Alphand 22.85      | 2-2    | Claudia Seidl + 1.36  |
| Victor Schuller 22.70      | 2-2    | Stefan Hadalin + 0.76 |
| Clara Direz + 0.20         | 2-2    | Sasa Brezovnik 23.45  |
| Leny Herpin + 1.50         | 2-2    | Miha Hrobat 22.50     |
| Austria                    | 4-0    | Kanada                |
| Martina Rettenwender 22.93 | 4-0    | Mikaela Tommy + 0.42  |
| Marco Schwarz 22.37        | 4-0    | Martin Grasic DNF     |
| Christina Ager 23.49       | 4-0    | Roni Remme + 0.30     |
| Mathias Graf 22.78         | 4-0    | Lambert Quezel DNF    |

### Półfinały
| Zespół 1                 | Punkty | Zespół 2                |
| ------------------------ | ------ | ----------------------- |
| Włochy                   | 2-2    | Norwegia                |
| Veronica Olivieri + 0.02 | 2-2    | Nora Christensen 23.26  |
| Davide da Villa + 0.52   | 2-2    | Martin Fjeldberg 21.91  |
| Jasmine Fiorano 23.77    | 2-2    | Mina Fürst Holtmann DNS |
| Hannes Zingerle 22.23    | 2-2    | Marcus Monsen + 0.38    |

| Zespół 1                    | Punkty | Zespół 2               |
| --------------------------- | ------ | ---------------------- |
| Austria                     | 2-2    | Francja                |
| Martina Rettenwender + 0.03 | 2-2    | Estelle Alphand 23.12  |
| Marco Schwarz 22.11         | 2-2    | Victor Schuller + 0.20 |
| Christina Ager 23.12        | 2-2    | Clara Direz + 0.04     |
| Mathias Graf DNF            | 2-2    | Leny Herpin 22.54      |

### Finały

#### Mały Finał
| Zespół 1               | Punkty | Zespół 2                |
| ---------------------- | ------ | ----------------------- |
| Francja                | 3-1    | Włochy                  |
| Estelle Alphand + 1.48 | 3-1    | Veronica Olivieri 23.97 |
| Victor Schuller 22.31  | 3-1    | Davide da Villa + 0.61  |
| Clara Direz 23.50      | 3-1    | Jasmine Fiorano + 0.31  |
| Leny Herpin 22.22      | 3-1    | Hannes Zingerle + 0.18  |

#### Duży Finał
| Zespół 1                   | Punkty | Zespół 2                |
| -------------------------- | ------ | ----------------------- |
| Austria                    | 3-1    | Norwegia                |
| Martina Rettenwender 23.13 | 3-1    | Nora Christensen + 0.47 |
| Marco Schwarz 22.63        | 3-1    | Martin Fjeldberg DNF    |
| Christina Ager 24.47       | 3-1    | Mina Fürst Holtmann DNS |
| Mathias Graf + 1.50        | 3-1    | Marcus Monsen 22.53     |